# Giordania ai Giochi della XXXIII Olimpiade
La Giordania ha partecipato ai Giochi della XXXIII Olimpiade che si sono svolti a Parigi dal 26 luglio all'11 agosto 2024, con una delegazione di 12 atleti, 9 uomini e 3 donne in 6 discipline.
I portabandiera alla cerimonia di apertura dei Giochi della XXXIII Olimpiade sono stati Saleh Al-Sharabaty e Rama Abu Al-Rub.

## Medagliere

### Medaglie
| Medaglia | Nome        | Sport     | Evento         |
| -------- | ----------- | --------- | -------------- |
| Argento  | Zaid Kareem | Taekwondo | 68 kg maschile |

## Delegazione
| Sport            | Uomini | Donne | Totale |
| ---------------- | ------ | ----- | ------ |
| Atletica leggera | 1      | 0     | 1      |
| Ginnastica       | 1      | 0     | 1      |
| Nuoto            | 1      | 1     | 2      |
| Pugilato         | 3      | 0     | 3      |
| Taekwondo        | 2      | 2     | 4      |
| Tennistavolo     | 1      | 0     | 1      |
| Totale           | 9      | 3     | 12     |